# Глухий ясенний проривний
Глухи́й я́сенний проривни́й — приголосний звук, що існує в деяких мовах. У Міжнародному фонетичному алфавіті записується як ⟨t⟩. В українській мові цей звук передається на письмі літерою т.

## Назва
- Глухий альвеолярний зімкнено-проривний приголосний
- Глухий альвеолярний проривний приголосний (англ. voiceless alveolar stop)
- Глухий ясенний зімкнено-проривний приголосний
- Глухий ясенний проривний приголосний (англ. voiceless alveolar stop)

## Властивості
Властивості глухого ясенного проривного:
- Тип фонації — глуха, тобто цей звук вимовляється без вібрації голосових зв'язок.
- Спосіб творення — проривний або зімкнений, тобто повітряний потік повністю перекривається.
- Місце творення — ясенне, тобто звук артикулюється кінчиком або передньою спинкою язика проти ясенного бугорка.
- Це ротовий приголосний, тобто повітря виходить крізь рот.
- Це центральний приголосний, тобто повітря проходить над центральною частиною язика, а не по боках.
- Механізм передачі повітря — егресивний легеневий, тобто під час артикуляції повітря виштовхується крізь голосовий тракт з легенів, а не з гортані, чи з рота.

## Приклади
| Мова          | Слово            | МФА         | Значення  | Примітки                                                           |
| ------------- | ---------------- | ----------- | --------- | ------------------------------------------------------------------ |
| англійська    | tick             | [tʰɪk]      | кліщ      | Див. англійська фонетика                                           |
| арабська      | تين / tīn        | [tiːn]      | інжир     | Див. арабська фонетика                                             |
| бенгальська   | টাকা               | [t̠aka]      | Така      | Див. бенгальська фонетика.                                         |
| в'єтнамська   | ti               | [ti]        | тріщина   | Див. в'єтнамська фонетика                                          |
| гебрейська    | תמונה            | [tmuna]     | малюнок   | Див. Гебрейська фонетика                                           |
| голландська   | taal             | [taːɫ]      | мова      | Див. голландська фонетика                                          |
| данська       | dåse             | [ˈtɔ̽ːsə]    | можу      | Зазвичай /d̥/ або /d/. Пара до [t͡s] або [tʰ]. Див. данська фонетика |
| кабардинська  | тхуы             | [txʷə]      | п'ять     |                                                                    |
| корейська     | 턱 / teok        | [tʰʌk̚]      | щелепа    | Див. корейська фонетика                                            |
| люксембурзька | dënn             | [tɵ̞n]       | худий     | Див. люксембурзька фонетика                                        |
| малайська     | tahun            | [tähʊn]     | рік       | Див. малайська фонетика                                            |
| мальтійська   | tassew           | [tasˈsew]   | справжній |                                                                    |
| тайська       | ตา / ta          | [taː˥˧]     | око       |                                                                    |
| угорська      | tutaj            | [ˈtutɒj]    | пліт      | Див. угорська фонетика                                             |
| фінська       | parta            | [ˈpɑrtɑ]    | хліб      | Див. фінська фонетика                                              |
| чеська        | toto             | [ˈtoto]     | цей       | Див. чеська фонетика                                               |
| японська      | 特別 / tokubetsu | [tokɯbet͡sɯ] | особливий | Див. японська фонетика                                             |